# Túnez en la Copa Mundial de Fútbol de 2002
La selección de Túnez fue uno de los 32 equipos participantes en la Copa Mundial de Fútbol de 2002, torneo que se llevó a cabo del 31 de mayo al 30 de junio en Corea del Sur y Japón.

## Clasificación

### Primera Ronda
| Equipo 1   | Agr. | Equipo 2 | Ida | Vuelta |
| ---------- | ---- | -------- | --- | ------ |
| Mauritania | 1–5  | Túnez    | 1–2 | 0–3    |

### Ronda Final

#### Grupo D
| País            | J | G | E | P | GF | GC | GD  | Pts |
| --------------- | - | - | - | - | -- | -- | --- | --- |
| Túnez           | 8 | 6 | 2 | 0 | 23 | 4  | 19  | 20  |
| Costa de Marfil | 8 | 4 | 3 | 1 | 18 | 8  | 10  | 15  |
| RD Congo        | 8 | 3 | 1 | 4 | 7  | 16 | -9  | 10  |
| Madagascar      | 8 | 2 | 0 | 6 | 5  | 15 | -10 | 6   |
| Congo           | 8 | 1 | 2 | 5 | 5  | 15 | -10 | 5   |

|                                            | Bandera de República del Congo | Bandera de República Democrática del Congo | Bandera de Costa de Marfil | Bandera de Madagascar | Bandera de Túnez |
| ------------------------------------------ | ------------------------------ | ------------------------------------------ | -------------------------- | --------------------- | ---------------- |
| Bandera de República del Congo             | –                              | 1–1                                        | 1–1                        | 2–0                   | 1–2              |
| Bandera de República Democrática del Congo | 2–0                            | –                                          | 1–2                        | 1–0                   | 0–3              |
| Bandera de Costa de Marfil                 | 2–0                            | 1–2                                        | –                          | 6–0                   | 2–2              |
| Bandera de Madagascar                      | 1–0                            | 3–0                                        | 1–3                        | –                     | 0–2              |
| Bandera de Túnez                           | 6–0                            | 6–0                                        | 1–1                        | 1–0                   | –                |

## Jugadores
Estos son los 23 jugadores convocados para el torneo:

## Resultados
Túnez fue eliminado en el grupo H.

### Grupo H
| País    | J | G | E | P | GF | GC | GD | Pts |
| ------- | - | - | - | - | -- | -- | -- | --- |
| Japón   | 3 | 2 | 1 | 0 | 5  | 2  | +3 | 7   |
| Bélgica | 3 | 1 | 2 | 0 | 6  | 5  | +1 | 5   |
| Rusia   | 3 | 1 | 0 | 2 | 4  | 4  | 0  | 3   |
| Túnez   | 3 | 0 | 1 | 2 | 1  | 5  | −4 | 1   |

| 5 de junio de 2002 | Rusia                         | 2-0     | Túnez | Kobe Wing Stadium, Kobe                                       |                                                               |
|                    | Titov 59' · Karpin 64' (pen.) | Reporte |       | Asistencia: 30 957 espectadores Árbitro(s): Peter Prendergast | Asistencia: 30 957 espectadores Árbitro(s): Peter Prendergast |

| 10 de junio de 2002 | Túnez         | 1-1     | Bélgica     | Ōita Big Eye Stadium, Ōita                              |                                                         |
|                     | Bouzaiene 17' | Reporte | Wilmots 13' | Asistencia: 39 700 espectadores Árbitro(s): Mark Shield | Asistencia: 39 700 espectadores Árbitro(s): Mark Shield |

| 14 de junio de 2002 | Túnez | 0-2     | Japón                         | Nagai Stadium, Osaka                                         |                                                              |
|                     |       | Reporte | Morishima 48' · H. Nakata 75' | Asistencia: 45 213 espectadores Árbitro(s): Gilles Veissière | Asistencia: 45 213 espectadores Árbitro(s): Gilles Veissière |